# Peter Ponger
Peter Ponger (* 19. Mai 1950 in Wien) ist ein österreichischer Jazzpianist und Filmkomponist.

## Leben
Peter Ponger studierte Klavier am Wiener Konservatorium und an der Juilliard School in New York City. 1975 wurde Ponger Mitglied des Ensembles von Leszek Zadlo, drei Jahre später Bandmitglied von Passport unter der Leitung von Klaus Doldinger. Auch spielte er als Gastmusiker bei OM. Ponger ging 1979 nach New York, wo er mit dem Saxofonisten Steve Grossman und dem Trompeter Wynton Marsalis spielte. 1990 gründete er das Peter Ponger Trio. In Europa arbeitete er mit dem E-Bassisten Jeff Berlin, dem Perkussionisten Trilok Gurtu und dem Schlagzeuger Alphonse Mouzon zusammen. Peter Ponger ist der Zwillingsbruder des Musikproduzenten Robert Ponger.

## Diskografie
- Until the Sky (1981)
- Skylines (1994)
- Watercolours (1999)
- The Vienna Session 1 (2003)

## Filmografie
- 1990: Codename: Gorilla (Serienfolge: Le gorille sans cravate)
- 1990: Gavre Princip – Himmel unter Steinen
- 1991: Moving
- 1991: St. Petri Schnee
- 1994: Jenseits der Brandung
- 1994: Totschweigen
- 1998: Panorama
- 1998: Rosenzweigs Freiheit
- 1998: Kubanisch rauchen
- 1999: Ein flüchtiger Zug nach dem Orient
- 2002: Jedermanns Fest
- 2002: Gebürtig
- 2003: Vielleicht habe ich Glück gehabt
- 2003: Kaltfront
- 2003: Tatort (Serienfolge: Tödliche Souvenirs)
- 2007: Imago Mundi
- 2007: Muttis Liebling (Fernsehfilm)
- 2007: SOKO Kitzbühel (Serienfolgen: Eine Tote aus Berlin / Betrogen!)

## Auszeichnungen
- 1978: Theodor-Körner-Preis